# 阿斯奎斯海崖
83°30′S 167°21′E / 83.500°S 167.350°E
阿斯奎斯海崖（英語：Asquith Bluff），是南極洲的海崖，位於沙克爾頓海岸，處於艾倫揚山東南面6公里的倫諾克斯金冰川西岸，由英國探險隊發現，現時由南極條約體系管理。